# Graphoderus perplexus
Graphoderus perplexus är en skalbaggsart som beskrevs av Sharp 1882. Graphoderus perplexus ingår i släktet Graphoderus och familjen dykare. Inga underarter finns listade i Catalogue of Life.